# Артокарпус
Артокарпус (лат. Artocarpus) — род растений семейства Тутовые (Moraceae), включающий в себя около 60 видов, произрастающих в Азии и на островах Тихого океана.

## Биологическое описание
Виды рода — деревья или кустарники, содержащие млечный сок. Форма их листьев крайне изменчива и даже на одном дереве иногда могут развиваться цельные, перисторассеченные и перистосложные листья. 
Соцветия преимущественно головчатые, однополые, характерны каулифлория и рамифлория. Цветки артокарпусов невзрачные, мелкие, мужские имеют всего по одной тычинке. Соплодия артокарпусов очень крупные, зеленовато-жёлтые или коричневые, по поверхности мелкобугорчатые.

## Виды
Род артокарпус (Artocarpus) включает в себя порядка шестидесяти растений, распространённых в основном в тропиках Юго-Восточной Азии и Океании. Это однодомные деревья высотой до 35 метров с цельными или лопастными листьями. Все части деревьев содержат млечный сок. Невзрачные однополые цветки собраны в соцветия с мясистой осью, в ткань которой они полностью погружены. После опыления пестичных цветков их околоцветники и прицветники, а также ось соцветия сильно разрастаются и сливаются, образуя соплодие, в наружном слое которого располагаются собственно плоды — костянки, содержащие семена. Хлебное дерево, джекфрут и некоторые другие виды — очень известные пищевые растения тропиков; культивируются ради древесины, плодов или съедобных семян.
По информации базы данных The Plant List, род включает 64 видов:
- Artocarpus albobrunneus C.C.Berg
- Artocarpus altilis (Parkinson ex F.A.Zorn) Fosberg — Хлебное дерево
- Artocarpus altissimus (Miq.) J.J.Sm.
- Artocarpus anisophyllus Miq.
- Artocarpus annulatus F.M.Jarrett
- Artocarpus avatifolius Merr.
- Artocarpus blancoi (Elmer) Merr.
- Artocarpus brevipedunculatus (F.M.Jarrett) C.C.Berg
- Artocarpus camansi Blanco
- Artocarpus chama Buch.-Ham.
- Artocarpus corneri Kochummen
- Artocarpus dadah Miq.
- Artocarpus elasticus Reinw. ex Blume
- Artocarpus excelsus F.M.Jarrett
- Artocarpus fretessii Teijsm. & Binn. ex Hassk.
- Artocarpus fulvicortex F.M.Jarrett
- Artocarpus glaucus Blume
- Artocarpus gomezianus Wall. ex Trécul
- Artocarpus gongshanensis S.K.Wu ex C.Y.Wu & S.S.Chang
- Artocarpus heterophyllus Lam. — Джекфрут
- Artocarpus hirsutus Lam.
- Artocarpus hispidus F.M.Jarrett
- Artocarpus horridus F.M.Jarrett
- Artocarpus hypargyreus Hance ex Benth.
- Artocarpus integer (Thunb.) Merr. — Чемпедак
- Artocarpus jarrettiae Kochummen
- Artocarpus kemando Miq.
- Artocarpus lacucha Buch.-Ham.
- Artocarpus lanceifolius Roxb.
- Artocarpus longifolius Becc.
- Artocarpus lowii King
- Artocarpus maingayi King
- Artocarpus mariannensis Trécul
- Artocarpus multifidus F.M.Jarrett
- Artocarpus nanchuanensis S.S.Chang, S.C.Tan & Z.Y.Liu
- Artocarpus nigrifolius C.Y.Wu
- Artocarpus nitidus Trécul
- Artocarpus nobilis Thwaites
- Artocarpus obtusus F.M.Jarrett
- Artocarpus odoratissimus Blanco — Маранг
- Artocarpus ovatus Blanco
- Artocarpus palembanicus Miq.
- Artocarpus petelotii Gagnep.
- Artocarpus pinnatisectus Merr.
- Artocarpus pithecogallus C.Y.Wu
- Artocarpus primackii Kochummen
- Artocarpus reticulatus Miq.
- Artocarpus rigidus Blume
- Artocarpus rubrovenius Warb.
- Artocarpus sarawakensis F.M.Jarrett
- Artocarpus scortechinii King
- Artocarpus sepicanus Diels
- Artocarpus sericicarpus F.M.Jarrett
- Artocarpus styracifolius Pierre
- Artocarpus subrotundifolius Elmer
- Artocarpus sumatranus F.M.Jarrett
- Artocarpus tamaran Becc.
- Artocarpus teysmannii Miq.
- Artocarpus thailandicus C.C.Berg
- Artocarpus tomentosulus F.M.Jarrett
- Artocarpus tonkinensis A.Chev. ex Gagnep.
- Artocarpus treculianus Elmer
- Artocarpus vriesianus Miq.
- Artocarpus xanthocarpus Merr.